# Lucius Bruttius Quintius Crispinus
Lucius Bruttius Quintius Crispinus was consul in 187 en veertien jaar nadien (238) overtuigde hij de inwoners van Aquileia hun poorten te sluiten en hun muren te verdedigen tegen de wilde Maximinus, wiens woede toen hij ontdekte dat zijn aanvallen op de stad afgeweerd werden leidde tot de excessen die de oorzaak waren voor de moord op hem.

## Antieke bronnen
- Capitolinus, Max. duo 21.
- Herodianus, VIII 4.

## Referentie
- W. Ramsay, art. Crispinus, L. Bruttius Quintius, in W. Smith, Dictionary of Greek and Roman Biography and Mythology, I, Londen, p. 891.